# Mythologie égyptienne
 (juin 2010).
Si vous disposez d'ouvrages ou d'articles de référence ou si vous connaissez des sites web de qualité traitant du thème abordé ici, merci de compléter l'article en donnant les références utiles à sa vérifiabilité et en les liant à la section « Notes et références ».

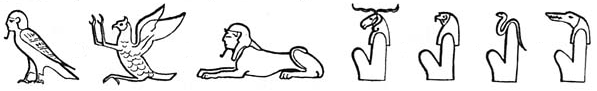
Hiéroglyphes représentant des créatures mythologiques.

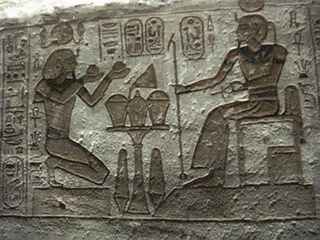
Scène d'offrande sur les parois du Grand temple d'Abou Simbel.

La mythologie égyptienne démontre un fort lien de cette civilisation avec la nature, les dieux sont mi-animaux : Hathor (déesse à corps de vache), Thot (dieu à tête d'ibis), etc. De plus, ils représentent leur réalité géographique (Seth pour le désert), cosmique (la course du soleil), etc..
Les Égyptiens de l'Antiquité ont cherché à interpréter tous les phénomènes qu'ils pouvaient observer à travers le prisme de croyances séculaires. La notion de cycle y est essentielle :
- le cycle circadien : (re)naissance du Soleil le matin et disparition le soir (Khépri - Rê - Atoum) ;
- le cycle annuel avec l'inondation du Nil qui pouvait être source de joie comme de peine (en cas de trop faible ou trop forte crue) ;
- le cycle de la vie avec les naissances qui succèdent aux morts (bien que les Égyptiens ne crussent pas en une réincarnation terrestre, mais en l'immortalité de l'âme).

« Les Égyptiens sont aussi les premiers à avoir utilisé des noms particuliers pour désigner les douze dieux [...], les premiers à leur avoir consacré des autels, des statues et des temples, et à sculpter des animaux dans la pierre »

— Hérodote.
En réalité, le panthéon égyptien ne se limite pas à douze dieux. Il s'avère beaucoup plus vaste, relativement complexe, et il évolue au cours des trois millénaires séparant la Ire dynastie et la mort de Cléopâtre. On aurait rendu un culte à plusieurs centaines de dieux, souvent des divinités locales.

## Mythe de la création
La grande diversité du culte de l'Égypte antique se retrouve également dans les mythes de la création qui varient en fonction des régions (ou même des villes) et de leurs dieux tutélaires : Rê, Isis, Seth, Horus, Anubis. Ainsi, ce n'est pas une, mais plusieurs cosmogonies (mythes de la création du Monde) qui coexistaient dans les différentes parties du royaume. Les plus connues sont celles d'Héliopolis, d'Hermopolis, de Thèbes et de Syène (Éléphantine-Assouan).
Les cosmogonies admettent toutes l'existence d'un principe créateur, mais chaque nome voit dans son dieu tutélaire le démiurge à l'origine de cette création. La cosmogonie la plus répandue est celle d'Héliopolis qui a pour créateur un démiurge solaire (Rê sous l'une de ses formes) et donne une généalogie divine descendant jusqu'au dieu pharaonique Horus.

## Mythe osirien
Pour les anciens Égyptiens, l'univers n'était au commencement qu'un grand océan primordial nommé le Noun. C'est du Noun que naquit Atoum, le soleil. Atoum engendra Shou (le dieu du souffle) et Tefnout (la déesse de l'humidité). Shou sépara le ciel de la terre. Ainsi naquirent Nout (la déesse du ciel) et Geb (le dieu de la terre). De l'union de Nout et Geb naquirent trois fils : Osiris, Horus l'Ancien et Seth, et deux filles, Isis et Nephtys.
Geb offrit le pouvoir sur terre à Osiris qui fut le premier des pharaons. Il régna aux côtés de sa sœur et épouse Isis. Son règne empreint de bonté, de justice et de sagesse rendit Seth fou de jalousie. Il complota contre son frère. Il invita son frère à un grand banquet. Seth proposa alors que chacun des convives se couche dans un magnifique coffre. Celui qui serait aux mesures du coffre le gagnerait. Osiris se couche alors dans le coffre : il est à ses dimensions (piège de Seth). Les convives se jettent tous sur le coffre et y enferment Osiris. Seth le jette dans le Nil. Grâce à l'aide de Nephtys, Isis la magicienne réussit à retrouver le corps de son mari et à le cacher dans un marais. Seth l'apprend et, furieux, arrive à retrouver le corps, et le déchire en quatorze ou seize morceaux selon les versions.
Avec l'aide de sa sœur Nephtys et d'Anubis, Isis retrouve les morceaux éparpillés dans toute l'Égypte, sauf son sexe, mangé par un poisson. Ils reconstituent alors Osiris et celui-ci engendre Horus avec sa sœur Isis. Horus vainquit Seth après maints duels et régna sur l'Égypte. Osiris, lui, devint le roi du royaume des morts, il est surnommé le « Premier des Occidentaux ».

## Mythe de la mort
Chez les Égyptiens de l'Antiquité, les cérémonies et croyances liées à la mort représentaient une part importante de leur vie. Les préoccupations liées à la mort au cours de l'Égypte antique étaient d'ordre religieux et constituaient une étape importante de la vie du pharaon, incarnation des dieux sur terre, qui devait après son décès vivre auprès des dieux dans un repos éternel. Les Égyptiens considéraient qu'après le décès, l'âme du défunt pouvait renaître et accéder au « royaume des morts » et au repos éternel.
Le mythe de la mort peut être décomposé en deux parties :
- la première étape qui est le voyage du défunt vers l'au-delà avec la cérémonie de l'embaumement ;
- la seconde étape qui correspond au jugement du défunt par le dieu Osiris lorsqu'il atteint l'au-delà afin de peut-être accéder au repos éternel.

### Voyage vers l'au-delà – embaumement

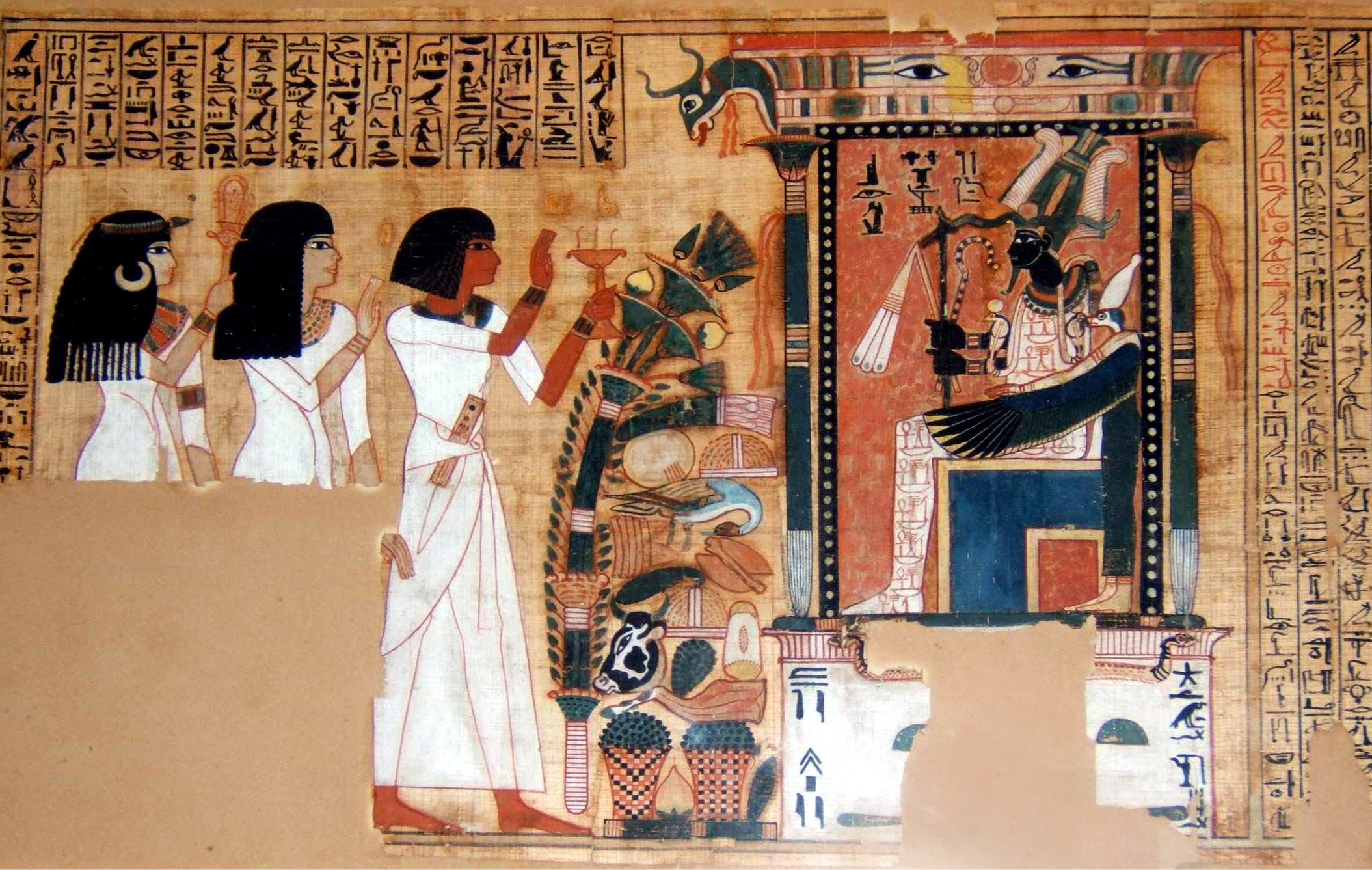
Détail du Livre des morts du scribe Nebqed.

Dans la mythologie égyptienne, le corps est divisé en plusieurs parties dont le djet, qui correspond au corps, et le ka, qui correspond au double spirituel accompagnant le corps depuis la naissance de l'individu jusqu'à son décès. Pour que le défunt puisse accéder au royaume de l'au-delà par l'intermédiaire de son ka, l'embaumement du djet est nécessaire. En effet, si le corps n'est pas embaumé, le djet devient le khat après la mort et ne peut accéder au repos éternel. Le rite de l'embaumement fut créé par Isis, aidée par Anubis, lorsqu'elle reconstitua le corps de son époux Osiris afin de lui redonner vie. Ce rite symbolise donc la renaissance du défunt et l'accès au « royaume des morts » et au repos éternel. Les statues et offrandes présentes aux côtés du défunt dans son sarcophage permettent de l'accompagner dans son chemin vers le jugement de l'âme.
Ce chemin vers l'au-delà est pris en compte dans l'architecture des pyramides. En effet, au sein des pyramides, les couloirs s'élevant vers les sommets de la pyramide et le ciel depuis la chambre funéraire du défunt, semblent être des passages permettant à l'âme de s'élever et d'atteindre le royaume des morts. Le livre des morts des Anciens Égyptiens, placé aux côtés du défunt, avait pour but de le guider vers le royaume des morts et de le préparer au jugement de l'âme à l'aide de prières.

### Jugement de l'âme
La pesée de l'âme (psychostasie) consiste à mettre le cœur du défunt sur une balance et de l'autre côté une plume (représentant la déesse Maât) ; si le cœur est plus léger (ce qui signifie que le cœur n'est pas entaché de péchés), le défunt peut rejoindre le royaume des morts. Sinon, il se fera dévorer par un monstre (la plupart du temps symbolisé par la déesse Taouret ou par Ammout qui a une tête de crocodile, un corps de lion et un arrière-train d'hippopotame) et son âme sera perdue à tout jamais. Osiris ne devint dieu du royaume des morts qu'après avoir passé avec succès l'épreuve de la pesée de l'âme. Les défunts voulaient donc s'identifier à Osiris pour atteindre le royaume des morts et reposer en paix.

## Mythe du cycle du jour

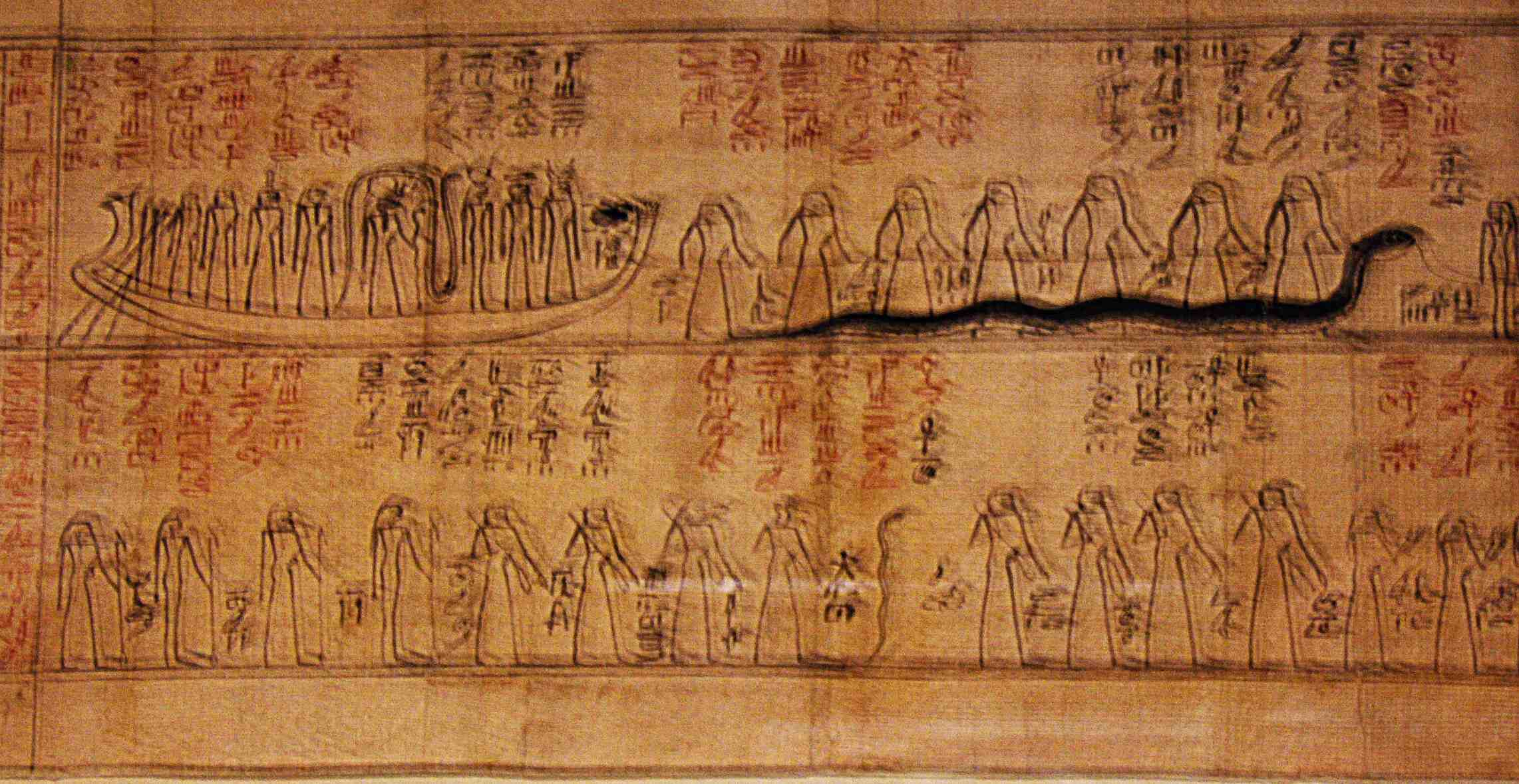
Détail du Livre des Demeures Secrètes relatant le périple quotidien de Rê. On le voit dans sa barque, ainsi que le serpent Apophis.

Le mythe décrit le combat que mène Rê chaque nuit contre les « forces du chaos » représenté par le serpent Apophis afin de permettre la réapparition du soleil chaque matin sur le « monde d'en haut ».
Rê étant considéré comme le dieu du soleil, entre autres, lorsque le soleil disparaissait chaque soir à l'horizon, le dieu Rê changeait de moyen de transport pour adopter une barque sacrée et traverser le Nil souterrain. Au cours de ce périple, Rê traversait les douze portes correspondant aux douze heures de la nuit (de 5 h du soir à 5 h du matin) dans le monde souterrain, la Douât, et devait déjouer les pièges des forces du chaos tentant de renverser à tous moments la barque du dieu du soleil. Il est aidé en cela par le dieu Seth qui, se tenant à la proue de la barque solaire, lance ses traits sur Apophis. Ce périple avait pour but la renaissance du dieu Rê chaque matin ramenant ainsi la lumière aux habitants du « monde d'en haut ». Cette renaissance de Rê, représentée par le lever du soleil, était considérée également comme la renaissance du monde et le signe que le dieu Rê avait triomphé des forces du chaos durant son périple. 
On retrouve également la notion des douze portes au sein des pyramides d'Égypte dont le couloir menant au sarcophage est constitué de douze encadrements de porte, correspondant à chacune des heures de la nuit.
Ce combat entre le dieu Rê et Apophis, chaque nuit, dès le coucher du soleil, et conduisant à un nouveau lever de soleil, chaque matin, constitue donc le mythe du cycle du jour dans la mythologie égyptienne.
Après la mort de Rê, c'est la déesse Bastet qui combattit le serpent Apophis dans la Douât.